# Önder Turacı
Önder Turacı (Lieja, Bélgica, 14 de julio de 1981) es un exfutbolista turco que jugaba como defensa.

## Trayectoria
A la edad de seis años se mudó de RFC Tilleur al departamento juvenil de Standard Lieja . Allí pasó por varias divisiones inferiores y luego jugó cedido para algunos clubes de clase baja, incluido el CS Visé . De 2000 a 2002 fue cedido a RAA La Louvière y pudo llamar la atención allí. Después de 49 apariciones con el club, regresó a Standard para la temporada 2002/03. Pudo conquistar un lugar habitual como defensa derecho y fue titular 27 veces en la liga.
En 2004, Önder se mudó al Fenerbahçe de Estambul por 1,7 millones de euros después de una temporada exitosa en el Standard Liège y firmó un contrato de cuatro años con los turcos.
Después de que Önder dejara el Fenerbahçe en el verano de 2010, jugó por turnos en los clubes Kayserispor , Göztepe Izmir y Sarıyer SK . En la primavera de 2010 se trasladó al Şanlıurfaspor . 
En verano de 2014 se trasladó al Antalyaspor. Sin haber jugado un partido competitivo, abandonó este club a principios de enero de 2015. Durante las vacaciones de invierno de 2015/16, Turaci se unió a KSK Hasselt y seis meses después se fue a RFC Seraing . El defensa terminó su carrera allí en el verano de 2017.

## Selección nacional
La nueva normativa de la FIFA dice que un jugador solo podrá ser convocado por otra selección si no ha jugado con la selección sub-21 de su país. Önder Turacı jugó con la selección belga sub-21 la eurocopa sub-21 de 2002. Ante esto la FIFA prohibió a Önder Turacı jugar con Turquía y permitió a la selección belga convocarle. Aun así, ha sido internacional con la selección turca en algunas ocasiones. Su debut con se produjo el 18 de agosto de 2004 en un partido amistoso: Turquía 1-2 Bielorrusia. En febrero de 2006 fue convocado por Bélgica, pero Turacı se negó a jugar.

## Clubes
| Club                                      | País    | Año       |
| ----------------------------------------- | ------- | --------- |
| Standard Lieja                            | Bélgica | 1998-2000 |
| RCS Visé                                  | Bélgica | 2000      |
| Royale Association Athlétique Louviéroise | Bélgica | 2000-2002 |
| Standard Lieja                            | Bélgica | 2002-2004 |
| Fenerbahçe Spor Kulübü                    | Turquía | 2004-2010 |
| Kayserispor                               | Turquía | 2010-2011 |
| Göztepe SK                                | Turquía | 2012      |
| Sarıyer SK                                | Turquía | 2013-2014 |
| Şanlıurfaspor                             | Turquía | 2014      |
| Antalyaspor                               | Turquía | 2014-2015 |
| KSC Hasselt                               | Bélgica | 2015-2016 |
| RFC Seraing                               | Bélgica | 2017      |

## Títulos
- 2 Ligas de Turquía, ambas con el Fenerbahce (2005 y 2007)
- 1 Supercopa de Turquía con el Fenerbahce (2007)